# Doppelmayr Garaventa
Doppelmayr Garaventa je avstrijskošvicarsko podjetje, ki proizvaja sedežnice, nihalke, krožnokabinske žičnice in vlečnice. Podjetje je nastalo leta 2002, ko sta se združila avstrijski Doppelmayr in švicarska Garaventa AG.  Doppelmayr in Garaventa sta zgradila več kot 14600 žičnic v 89 državah.
Predhodno podjetje Konrad Doppelmayr & Sohn je ustanovil Konrad Doppelmayr v Wolfurtu leta 1982. 